# 維利奇基
52°16′24″N 33°7′32″E / 52.27333°N 33.12556°E
維利奇基（烏克蘭語：Вильчики），是烏克蘭的村落，位於該國北部切爾尼戈夫州，由諾夫哥羅德-謝韋爾斯基區負責管轄，始建於1600年，面積0.22平方公里，海拔高度177米，2001年人口27，人口密度每平方公里122.73人。